# Introduzione alla vita
Introduzione alla vita (Vstuplijenije) è un film del 1962 diretto da Igor Talankin.